# Monaster Curchi
Monaster Curchi (rum. Mănăstirea Curchi) – klasztor prawosławny w środkowej Besarabii na terenie gminy Vatici w rejonie orgiejowskim w Republice Mołdawii. Monaster leży na obrzeżu lasów znanych jako Kodry Orgiejowskie (rum. Codrii Orheiului), w granicach Parku Narodowego Orgiejów powołanego w 2013 i stanowi jedną jego głównych atrakcji.

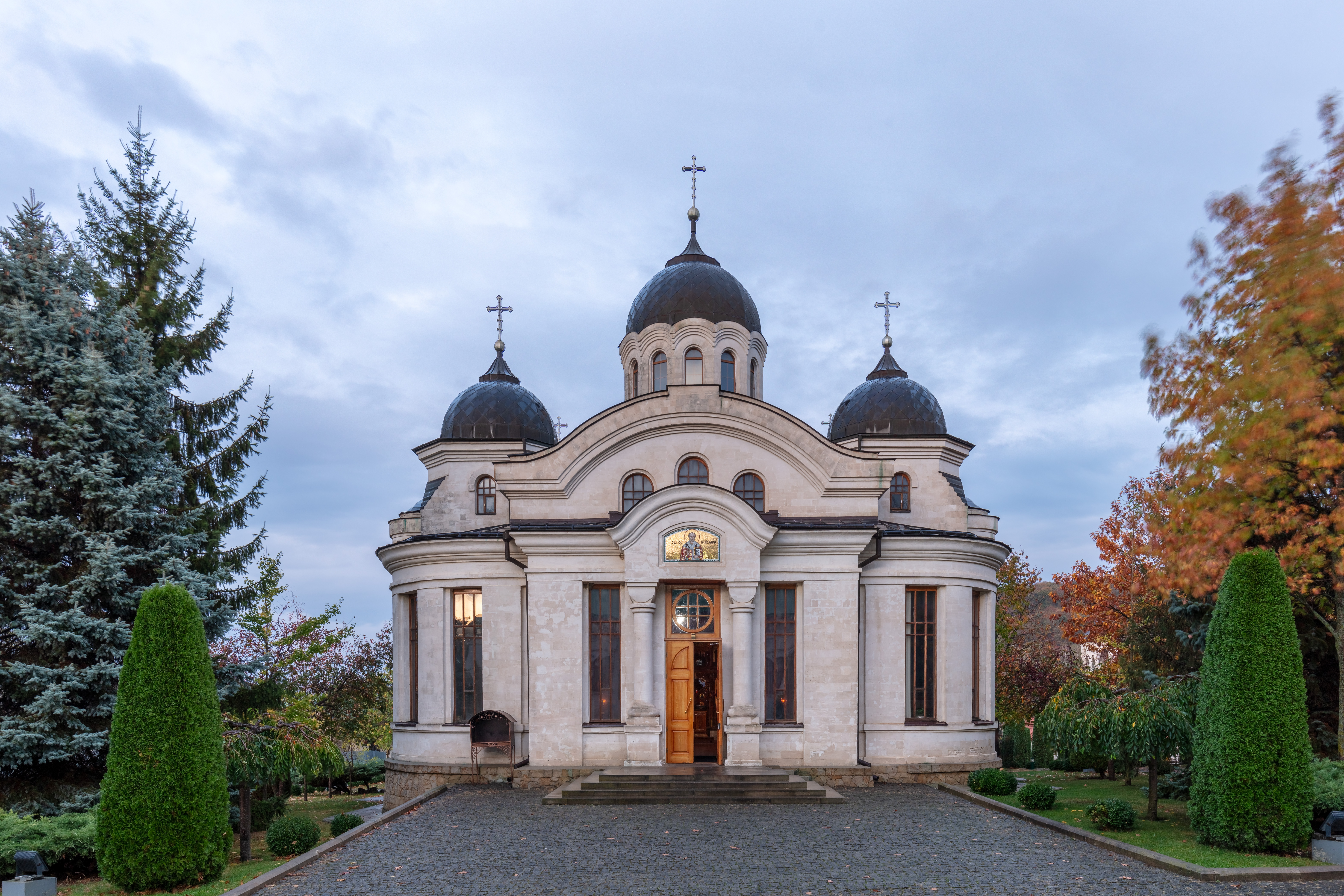

Monaster założyli w 1773 bracia Iordache i Mihail Curchi jako niewielki skit, pierwsza drewniana cerkiew pw. św. Męczennika Dymitra powstała dwa lata później. W 1810 powstała pierwsza cerkiew murowana pw. Narodzenia Bogarodzicy. W 1812 wschodnia część Mołdawii między Prutem a Dniestrem została włączona do Rosji jako Besarabia, a kontrolę nad prawosławnymi świątyniami regionu przejął Rosyjski Kościół Prawosławny.
W XIX wieku monaster został znacznie rozbudowany i nabrał wyglądu zbliżonego do dzisiejszego. Po I wojnie światowej, gdy Besarabia przyłączyła się do zjednoczonej Rumunii, opiekę nad klasztorem przejął Rumuński Kościół Prawosławny. W 1944 większość mnichów uciekła do Rumunii w obawie przed Armią Czerwoną. W tym samym czasie Besarabię zajął Związek Radziecki i podzielił między Mołdawską Socjalistyczną Republikę Radziecką i Ukraińską Socjalistyczną Republikę Radziecką. Klasztor ostatecznie zamknięto w 1958 i zamieniono na szpital psychiatryczny i zakład odwykowy. W 2002 monasterowi przywrócono funkcje religijne i rozpoczęto gruntowną renowację. Opiekę nad klasztorem sprawuje Mołdawski Kościół Prawosławny, autonomiczna struktura w ramach Patriarchatu Moskiewskiego. Klasztor jest uznawany za perłę XIX-wiecznej besarabskiej architektury, słynie także z wiekowych dębów rosnących na jego terenie.